# کلیسای سنت جیمز (آنتورپ)

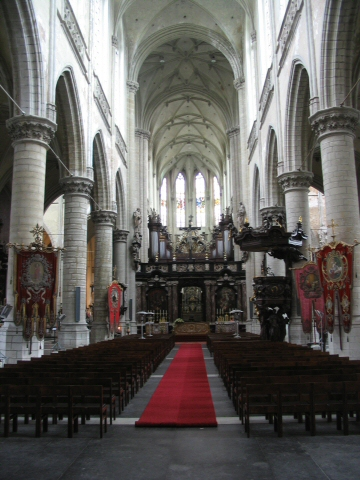
داخل کلیسای سنت جیمز

کلیسای سنت جیمز (هلندی: Sint-Jacobskerk) کلیسایی در شهر آنتورپ در بلژیک است. نمای بیرونی آن به سبک گوتیک و داخل آن به سبک باروک ساخته شده‌است. در قرن‌های هفدهم و هجدهم اهالی آنتورپ از این کلیسا به عنوان گورستان استفاده می‌کرده‌اند. معروف‌ترین مقبره این کلیسا مربوط به پیتر پل روبنس است که ساخت آن پنج سال پس از مرگش به اتمام رسید و با بهترین آثار وی آراسته شده‌است.